# 呂福祿
呂福祿（1932年—），原名呂幼亭，台灣京劇、歌仔戲演員，歌仔戲導演，生於台灣彰化鹿港，籍貫北京大興。2015年榮獲第26屆傳藝金曲獎戲曲表演類特別獎。

## 生平
父親呂建亭是河北梆子、京劇演員，曾在上海天蟾舞台工作，搭蓋叫天的戲班打上下手（做武打演員），1926年自上海攜家帶眷隨戲班到台灣演出。呂福祿（呂幼亭）1932年於彰化鹿港某戲院後台出生，與他和哥哥呂老虎（呂金虎）自幼在戲班中耳濡目染，長大後投入歌仔戲演員工作。幼年時，曾有一段時間與妹妹寄居在父親友人德勝社老闆鄭振芳家中，15歲起至「復興社」投靠兄長呂老虎並開始學戲。
呂福祿在復興社由演龍套做起，逐步晉升到演店主、將軍、五路小生、文武小生等角色，而後又兼擅文武老生與花臉。1953年轉搭到「東港華美歌劇團」，後續曾在「新明山歌劇團」、台中「劉文和賣藥仔團」、「亦宛然歌劇團」、「台北福生園歌劇團」演出，1964年隨「牡丹桂劇團」到南洋公演，這是呂福祿第一次出國演出。1966年起，他開始參加電視歌仔戲的表演工作，台視「正聲天馬歌劇團」、「聯通歌劇團」、「聯合歌劇團」、「楊麗花歌仔戲團」；中視「黃香蓮歌仔戲團」；華視「李如麟歌仔戲團」、「葉青歌仔戲團」；三立台灣台「廟口歌仔戲」、 都有他的演出身影；並有歌仔戲導演作品：大型舞台歌仔戲公演《聲樓霸市》等。他曾在徐亞湘整理的口述歷史《長嘯：舞台福祿》中說自己最滿意的演出是台視「聯合歌仔戲團」時期《七俠五義》劇中的雷英、《貍貓換太子》的郭槐，以及《楊家將》劇中的潘仁美角色。
2015年，年80歲，獲頒第26屆傳藝金曲獎表演類特別獎。呂福祿說：「這個獎不是屬於我個人的，是屬於歌仔戲的，歌仔戲得獎無愧！」

## 外部連結
- 呂幼亭資料網頁（页面存档备份，存于）, 國立傳統藝術中心
- 〈從戲校黑箱說起〉, 自由時報